# Ban-de-Laveline
Ban-de-Laveline (deutsch Owelingen) ist eine französische Gemeinde mit 1163 Einwohnern (Stand 1. Januar 2022) im Département Vosges in der Region Grand Est. Sie gehört zum Arrondissement Saint-Dié-des-Vosges und zum Gemeindeverband Saint-Dié-des-Vosges.

## Geografie
Ban-de-Laveline liegt in den Vogesen, im Tal der Morte. Sie ist etwa zehn Kilometer von Saint-Dié-des-Vosges, der Hauptstadt (chef-lieu) des gleichnamigen Arrondissements, entfernt. Die östliche Gemeindegrenze verläuft auf dem Vogesenkamm und bildet auch die Grenze zur Region Elsass. Die Morte fließt durch das Gemeindegebiet von Süden nach Norden und nimmt dabei mehrere kleine Gebirgsbäche auf, zu denen auch der Ruisseau de Québrux gehört, dessen vier Kilometer langes Tal den Nordosten des Gemeindegebietes einnimmt. Die höchste Erhebung im Gemeindebereich von Ban-de-Lavelineist bildet ein namenloser 1030 m hoher Bergrücken im äußersten Süden der Gemeinde. Weitere Erhebungen sind die Tête du Violu (995 m).
Das Gebiet der Gemeinde Ban-de-Laveline ist Teil des Regionalen Naturparks Ballons des Vosges (Parc Naturel Régional des Ballons des Vosges).
Das 26,45 km² große Gemeindegebiet von Ban-de-Laveline besteht zu mehr als zwei Dritteln aus Wäldern (Forêt de Hospices de Pompey), die bis an die Kammlinie der Vogesen reichen. In den tiefer gelegenen Gebieten herrscht Weideland vor, ein wirtschaftlicher Ackerbau ist aufgrund der Höhenlage nur eingeschränkt möglich.
Zu Ban-de-Laveline gehören die Ortsteile Honville, Québrux, Berhagoutte, Vélupaire, Coinchimont, Verpellière, Lauterupt und Baudifosse.
Nachbargemeinden von Ban-de-Laveline sind Bertrimoutier im Norden, Gemaingoutte im Nordosten, Sainte-Marie-aux-Mines im Osten, La Croix-aux-Mines im Süden, Coinches im Westen sowie Raves im Nordwesten.

## Geschichte

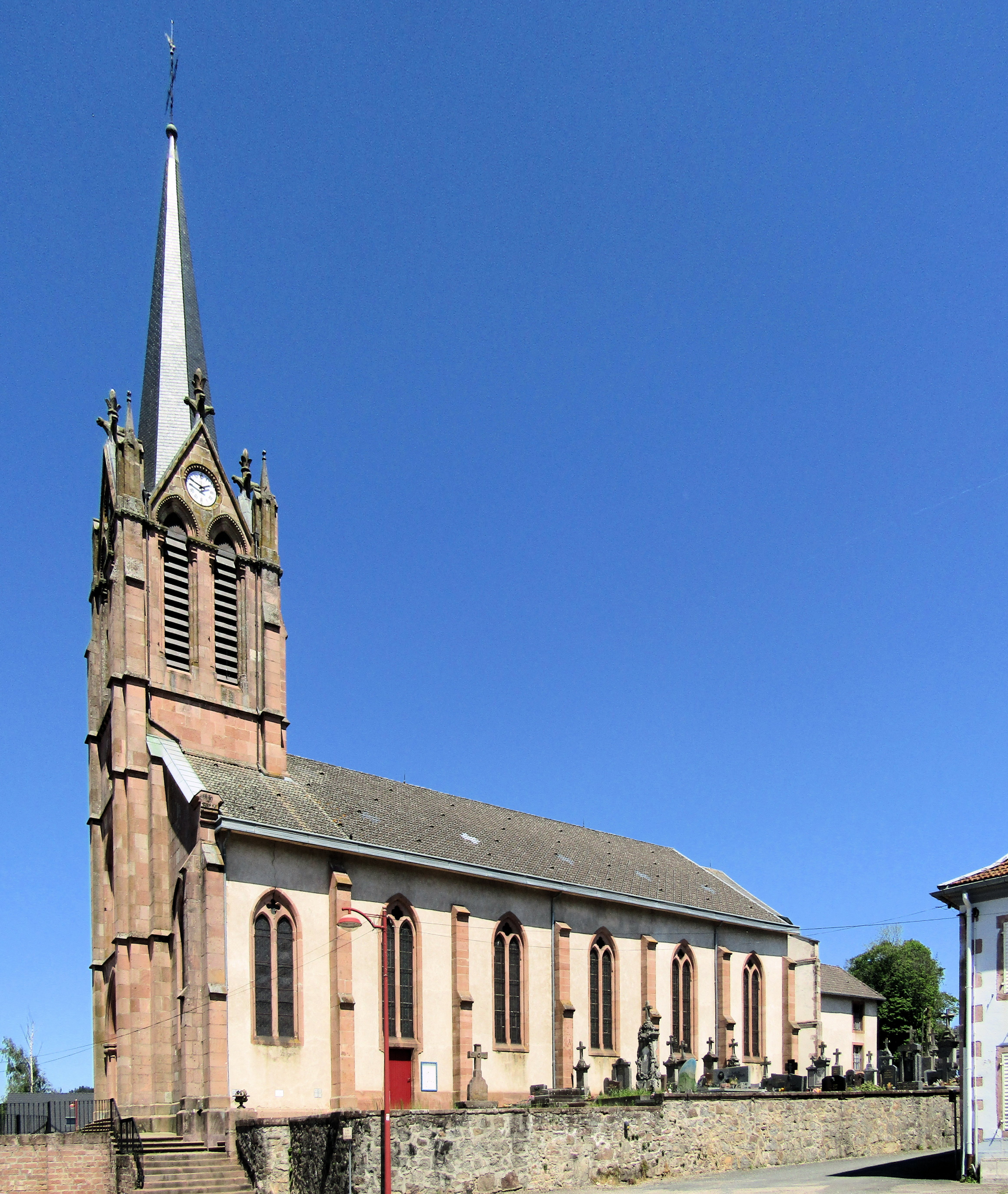
Kirche Mariä Himmelfahrt

Das Gebiet der heutigen Gemeinde wurde zwischen den Jahren 670 und 700 zur Zeit der Ankunft der ersten Mönche um Deodatus, Bischof von Nevers, besiedelt, die hier im Tal der oberen Meurthe ihre Zelle Maria Himmelfahrt gründeten. Der damalige gallorömische Name Aquilina leitete sich von zahlreichen Bachläufen ab, die zur Be- und Entwässerung angelegt wurden. Der Kern der frühen Besiedlung war der heutige Ortsteil Honville (gallorömisch Hunnus), der später zum Zentrum eines Banns wurde.
Um das Jahr 850 stieg die Zahl der Einwohner rasant an, was aus der verstärkten Ansiedlung von Wehrbauern resultierte. Die Verteidigung der Grenzregion erfolgte im Auftrag der Herzöge von Lothringen. Im Jahr 1270 verlieh Herzog Friedrich III. das Gebiet um den Bann von Laveline an Aubert de la Haute-Pierre und seine Erben. Die Bewohner von Laveline und der umliegenden Dörfer hatten Frondienste für die Burg Spitzemberg zu leisten.
Am 24. April 1488 verkaufte Jean Bouzey dem lothringischen Herzog René II. die Herrschaft Laveline zusammen mit den Dörfern Chipal, Saint-Nicolas-de-la-Croix, Sardray und Quebrux.
Die Pfarrgemeinde Laveline, zu der anfangs auch La Croix-aux-Mines gehörte, war Teil des Dekanats von Salm. Der Zehnte wurde an das Kapitel von Saint-Dié abgeführt.
Die Schweden, die 1635 als Verbündete des Dauphin auch in den Süden Lothringens eindrangen, brachten neben Tod und massiven Zerstörungen auch die Pest ins Land. Die Verwüstungen waren so krass, dass ein Großteil der überlebenden Bevölkerung aus Hunger das Land verließ. Felder wurden nicht mehr bestellt und Wölfe eroberten die aus Dornen und Gestrüpp bestehende Landschaft. Erst nach dem Frieden von Nimwegen (1679) setzte wieder eine allmähliche Einwanderung ein.
Ab dem 10. Jahrhundert ist der Bergbau im oberen Meurthetal bezeugt. Anfangs wurden Silber-, Kupfer und Quecksilberminen von den nahen Klöstern in Moyenmoutier und Saint-Dié angelegt und betrieben. Im Gemeindegebiet von Ban-de-Laveline wurde eine Braunsteinmine ausgebeutet. Um 1670 waren die Ressourcen erschöpft und der Bergbau wurde allmählich eingestellt.
Von einem im 13. Jahrhundert erbauten Schloss, das 1642 von den Schweden zerstört wurde, ist heute nichts mehr übrig.
1865 wurde das Bürgermeister- und Schulgebäude neben der Kirche errichtet; 1846 folgte eine Schule im Ortsteil Verpellière, 1894 im Ortsteil Honville.
1902 schlug der Bürgermeister vor, den Ortsnamen Laveline in Ban-de-Laveline umzubenennen. Als Grund dafür gab er an, dass Postsendungen verschwanden, die vermutlich in zwei nahegelegene Gemeinden namens Laveline kamen. Seit dem 15. August 1903 trägt die Gemeinde offiziell den Namen Ban-de-Laveline.
Im August 1923 wurde der Bahnhof Raves – Ban-de-Laveline an der Bahnstrecke Strasbourg–Saint-Dié eröffnet.
Zu Beginn des Ersten Weltkrieges lag Ban-de-Laveline nahe der Frontlinie. 17 Tage lang war der Ort hart zwischen Franzosen und Deutschen umkämpft. 1923 erhielt die Gemeinde das Croix de guerre.
Im Zweiten Weltkrieg wurde Ban-de-Laveline am 22. Juni 1940 von deutschen Truppen besetzt. Am 24. November 1944 rückten US-Truppen, von Mandray und Le Chipal kommend, in Ban-de-Laveline ein. Zwei Tage später fielen auch die letzten deutschen Stellungen in den Weilern Lauterupt und Raumont.

### Wappen

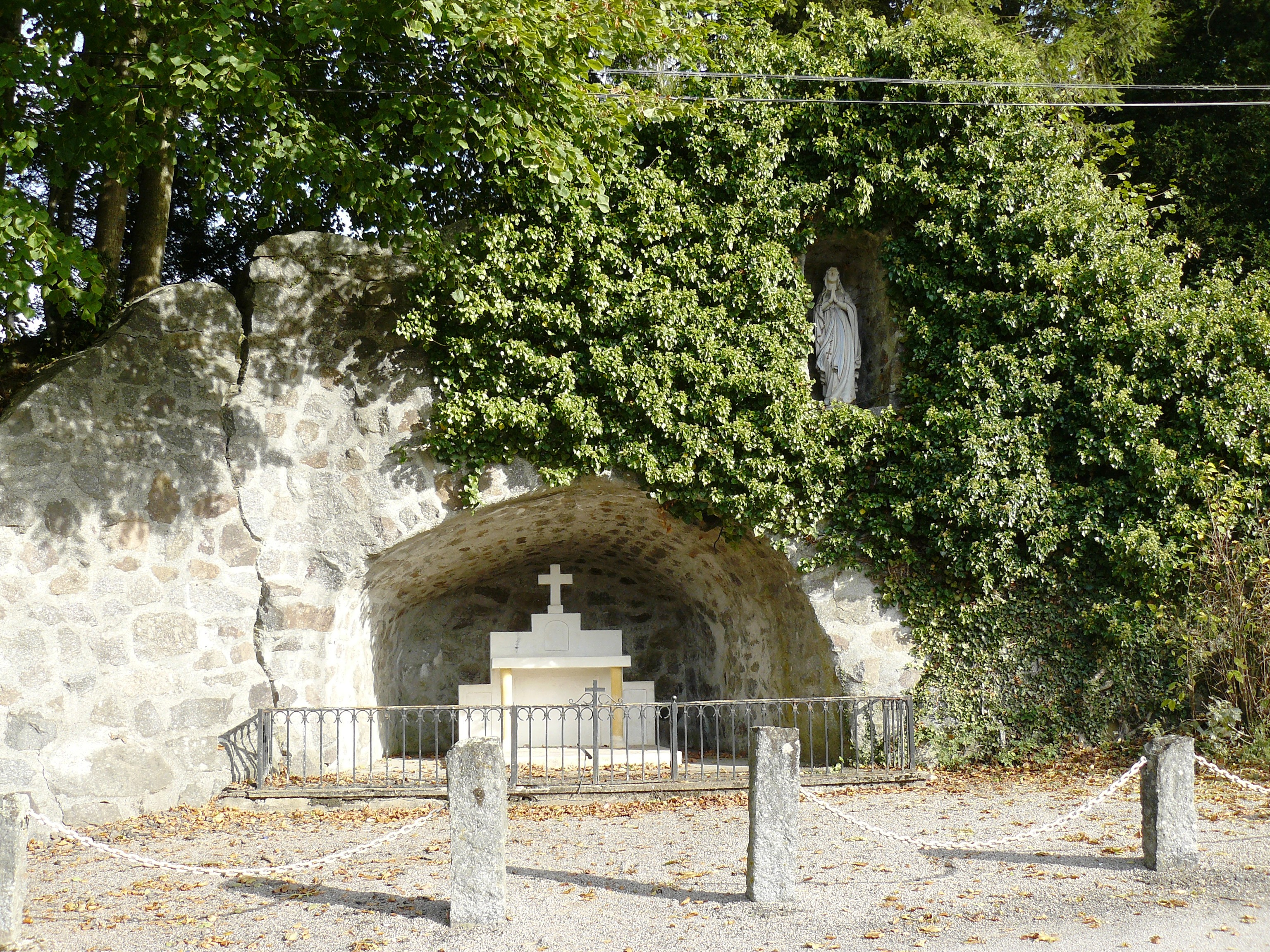
Lourdesgrotte neben der Kirche

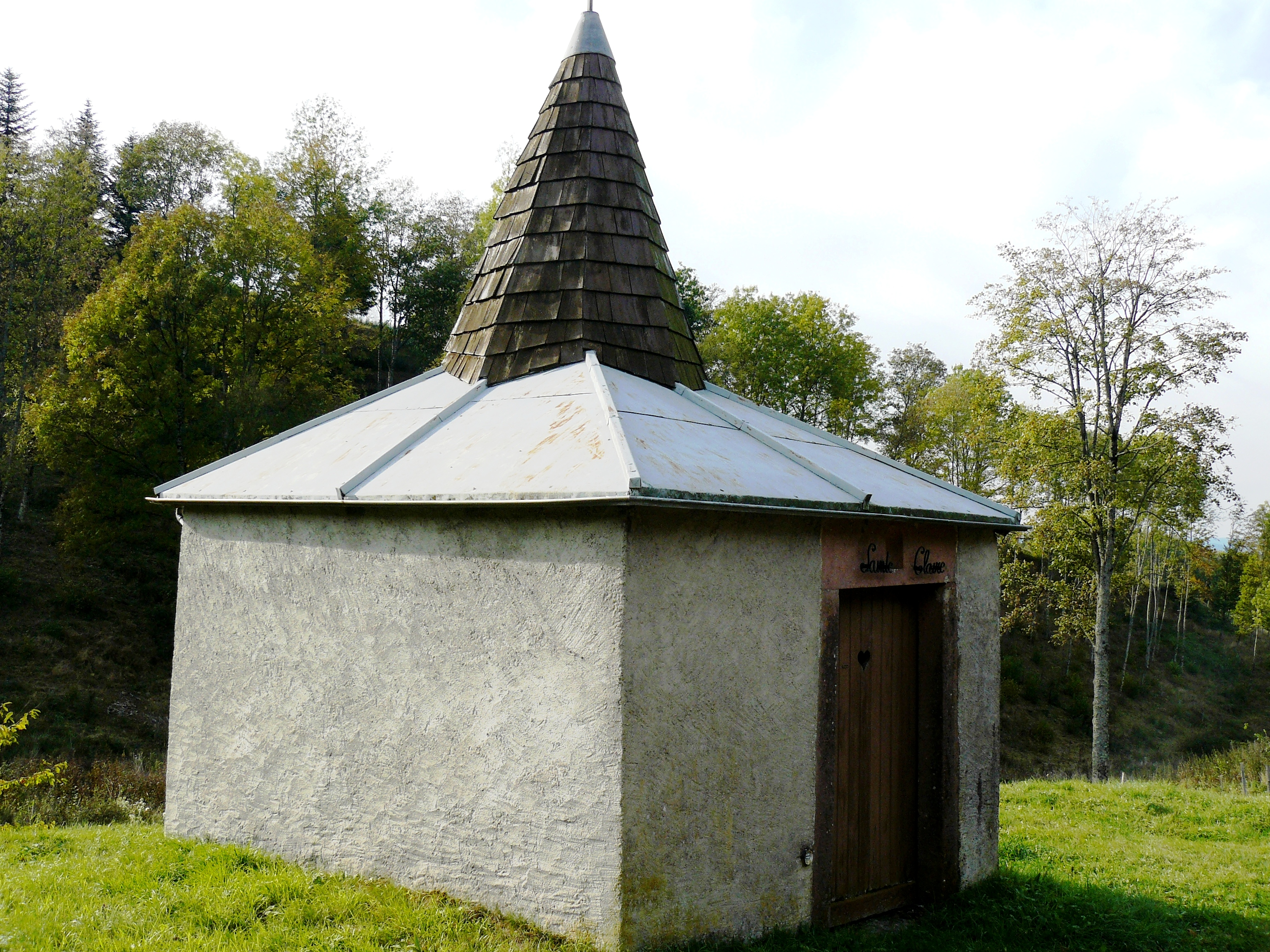
Kapelle Sainte-Claire im Weiler Hautgoutte

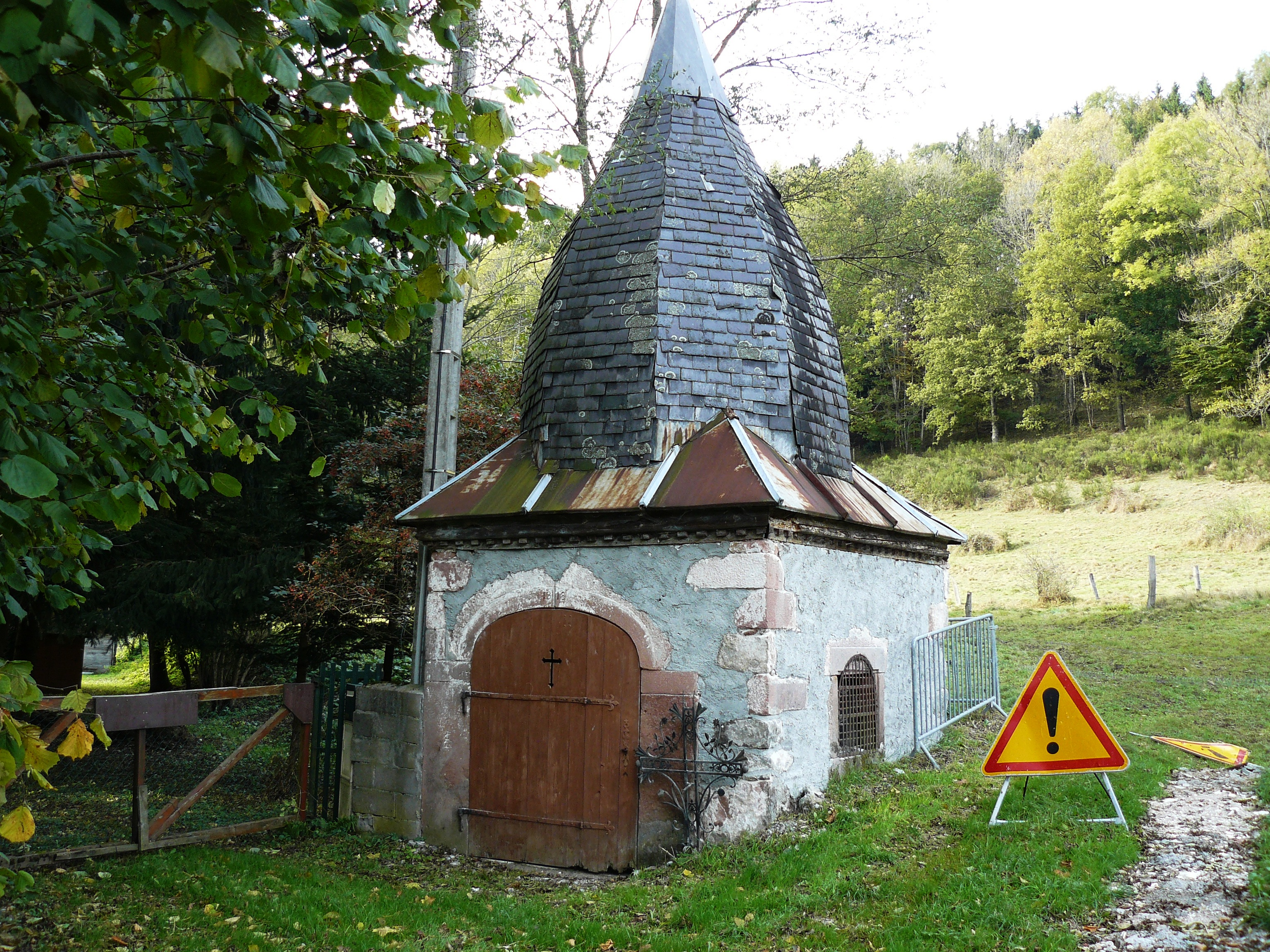
Kapelle Notre Dame de la Pitié im Ortsteil Québrux

Der Fisch symbolisiert den Wasserreichtum, der Haselnusszweig (lateinisch: Corylus avellana) sowie die Majuskel L stehen für Laveline.

### Bevölkerungsentwicklung
| Jahr      | 1962 | 1968 | 1975 | 1982 | 1990 | 1999 | 2010 | 2021 |
| Einwohner | 1035 | 1036 | 1078 | 1174 | 1240 | 1216 | 1305 | 1183 |

In der Mitte des 19. Jahrhunderts hatte Laveline noch mehr als 2000 Bewohner. Nach drei Kriegen und dem Niedergang der Textilindustrie in der Umgebung sank die Bevölkerungszahl unter 1300, seit den 1990er Jahren konnte sie sich wieder stabilisieren. Im Jahr 1881 wurde mit 2478 Bewohnern die bisher höchste Einwohnerzahl ermittelt. Die Zahlen basieren auf den Daten von cassini.ehess und INSEE.

## Sehenswürdigkeiten
- Kirche Mariä Himmelfahrt, erbaut 1716, und eine benachbarte Lourdesgrotte
- Kapelle Sainte-Claire im Weiler Hautgoutte aus dem Jahr 1770
- Kapelle Notre Dame de la Pitié aus dem Jahr 1818

## Wirtschaft und Infrastruktur
In der Gemeinde Ban-de-Laveline sind 22 Landwirtschaftsbetriebe ansässig (Kern- und Steinobstanbau, Milchwirtschaft, Rinder,- Ziegen- und Schafzucht). Nennenswert sind außerdem die Käseherstellung und das Brennen von Obstschnäpsen (Eau de vie). Durch den Waldreichtum in den oberen Vogesen hat die Forstwirtschaft eine lange Tradition.
Ban-de-Laveline liegt an der Fernstraße D 23 von Fraize nach Raves, die eine Spange zwischen den Vogesenpässen Col du Bonhomme und Col de Sainte-Marie bildet. In der Nachbargemeinde La Croix-aux-Mines liegt der 1005 m hohe Col du Pré de Raves, der über den Vogesenkamm in die elsässischen Täler von Lièpvrette und Fecht führt. Weitere Straßen führen von Nan-de-Laveline nach Coinches und Gemaingoutte. Der Bahnhof Raves – Ban-de-Laveline an der Bahnstrecke Strasbourg–Saint-Dié liegt auf dem Gebiet der Gemeinde Raves.

## Belege
1. ↑  Marichal, Paul Georges François Joseph, 1870-: Dictionnaire topographique du département des Vosges : comprenant les noms de lieu anciens et modernes. Imprimerie nationale, 1941.
2. ↑  Geschichte auf mairie-bandelaveline.fr. Archiviert vom Original am 14. Juli 2014; abgerufen am 9. Juli 2014 (französisch).
3. ↑  La Bataille de Lorraine. Abgerufen am 9. Juli 2014 (französisch).
4. ↑  Wappenbeschreibung auf genealogie-lorraine.fr. Archiviert vom Original am 16. Mai 2016; abgerufen am 10. Juli 2014 (französisch).
5. ↑  Ban-de-Laveline auf cassini.ehess
6. ↑  Ban-de-Laveline auf insee.fr
7. ↑  Landwirtschaftsbetriebe auf annuaire-mairie.fr (französisch)